# Квітка (заповідне урочище)
Кві́тка — заповідне урочище в Україні. Розташоване в межах Сторожинецького району Чернівецької області, на захід від села Нова Красношора. 
Площа 7,3 га. Статус присвоєно згідно з рішенням облвиконкому від 30.05.1979 року № 198. Перебуває у віданні ДП «Сторожинецький лісгосп» (Чудейське л-во, кв. 11, вид. 3). 
Статус присвоєно для збереження частини лісового масиву з насадженнями бука.